# کونیگزگ سی‌سی‌آر
کونیگزگ سی‌سی‌آر (Koenigsegg CCR) خودرویی از محصولات کونیگزگ است که در سال‌های ۲۰۰۴ تا ۲۰۰۶ تولید شده‌است. طراحی آن خودروهای موتور وسط عقب-محور عقب بوده‌است. سیستم جعبه‌دندهٔ آن ۶ دنده به صورت دستی است و این ماشین از لحاظ شکل بدنه و موتور و دنده کاملاً شبیه به سی‌سی۸اس است.

## مشخصات فنی[۱]
شتاب: ۰–۱۰۰ کیلومتر در ساعت (۰–۶۲ مایل در ساعت) ۳٫۲ ثانیه.
حداکثر سرعت: ۳۹۵+ کیلومتر در ساعت (۲۴۲+ مایل در ساعت).
چهار طرفه ایستاده: ۹ ثانیه، سرعت نهایی ۲۳۵ کیلومتر در ساعت (۱۴۶ مایل در ساعت).
فاصله ترمز: ۳۱ متر (۱۰۰–۰ کیلومتر در ساعت)
نیروی G جانبی: ۱٫۳ گرم
مصرف سوخت:
حرکت در بزرگراه: ۱۳ لیتر در ۱۰۰ کیلومتر
ترکیب: ۱۷ لیتر/۱۰۰ کیلومتر